# حسین جبارزادگان
حسین جبارزادگان بازیکن بسکتبال و مربی والیبال اهل ایران بوده‌است.
وی در بازی‌های المپیک تابستانی ۱۹۴۸ به همراه تیم ملی بسکتبال ایران شرکت کرده و در سه بازی در ترکیب این تیم در مسابقات حضور یافته‌است. وی همچنین مربی تیم ملی والیبال ایران در مسابقات انتخابی المپیک ۱۹۶۴ توکیو بود.